# Mięso drobiowe

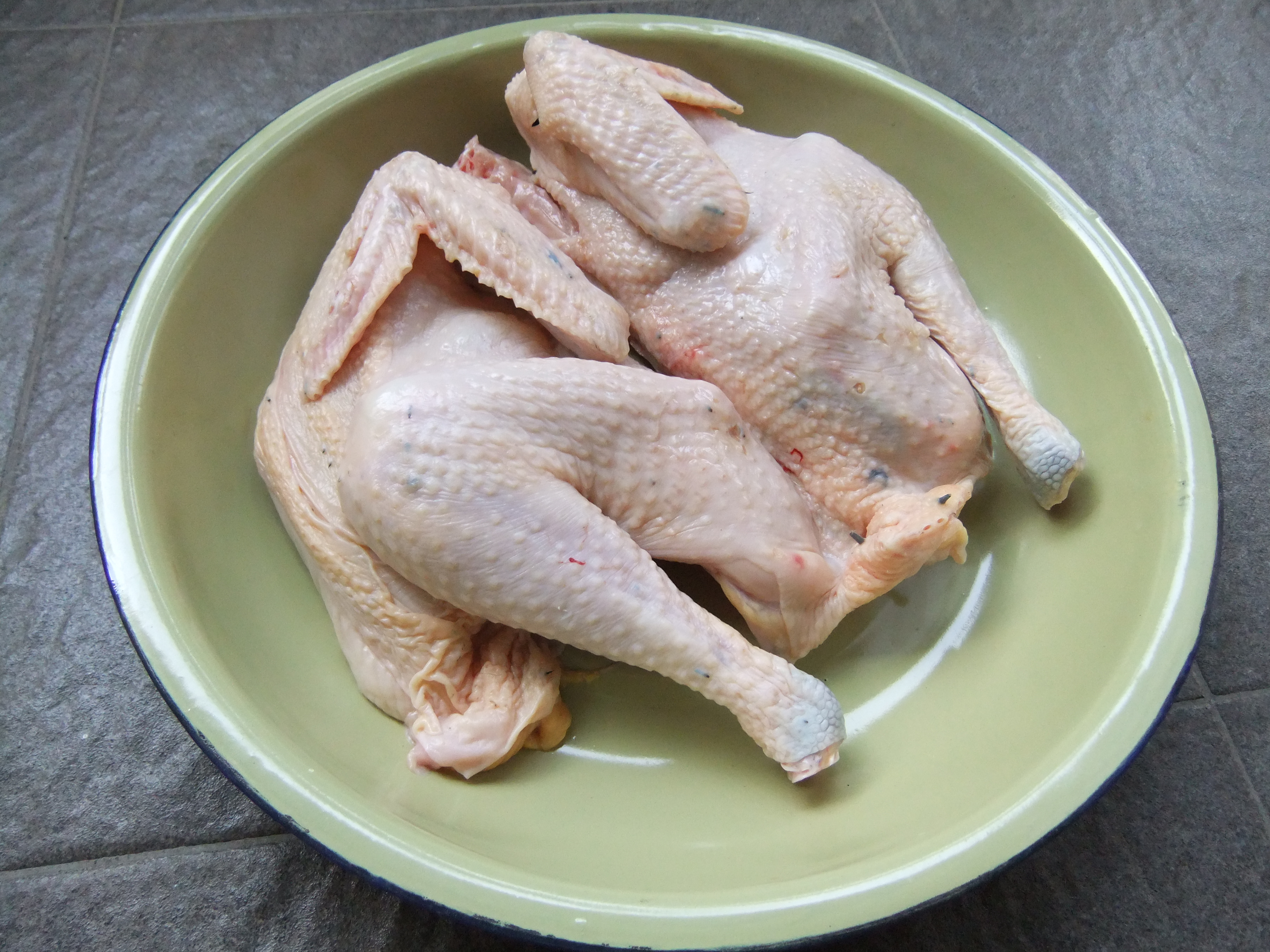
Mięso z kurczaka

Mięso drobiowe – mięso ptaków hodowlanych (drobiu), zawierające duże ilości białka i małe ilości tłuszczu (zwłaszcza mięso z piersi kurczaków i indyków). W porównaniu z wieprzowiną i wołowiną charakteryzuje się większą wartością odżywczą i dietetyczną. W Polsce stanowi 25% spożywanego mięsa.

## Główne zalety
- bardzo dużo pełnowartościowego białka, które jest łatwo przyswajalne przez organizm[1]
- mało tłuszczu, więc niska wartość energetyczna
- najwięcej tłuszczu pod skórą, co ułatwia jego oddzielanie
- dużo kwasów tłuszczowych nienasyconych
- niska temperatura topnienia tłuszczu
- dużo cynku, magnezu, potasu i witamin z grupy B, co powoduje większy pobór energii z pożywienia i wzmacnia układ odpornościowy

## Wady
Według 12-letnich badań przeprowadzonych przez Centrum dla Nauki w Interesie Publicznym (ang. Center for Science in the Public Interest CSPI) w USA mięso drobiowe jest mięsem dostępnym w obrocie handlowym, którym najłatwiej się zatruć.

## Przyrządzanie
Mięso drobiowe jest łatwe do przyrządzenia i nadaje się niemal do każdej potrawy we wszelakich formach:
- gotowane
- duszone
- smażone
- pieczone

### Historia
Dawniej w Polsce do mięsa drobiowego dodawano głównie:
- daktyle
- kasztany
- migdały
- pomarańcze
- rodzynki
- śliwki

Drób często przyrządzano z sosami:
- z wiśni (czerwony)
- z powideł śliwkowych (czarny)
- z szafranu (żółty)
- z curry (żółty)

Na przełomie XVIII i XIX wieku do Europy przyszła moda na kuchnię francuską, a głównie na dania faszerowane.
Wtedy kurczęta nadziewane, rolady i roladki z nadzieniami i farszami z nich robionymi stały się przysmakiem całego kontynentu. 